# Lista de primeiros-ministros de Lesoto
O Primeiro Ministro do Reino do Lesoto, e o chefe de governo do país desde a sua independência em 1966.
O Primeiro ministro é responsável por governar o Lesoto em nome do monarca. O atual primeiro-ministro é Sam Matekane, que esta no poder desde 2022.

## Lista de Primeiros-ministros do Lesoto
| Retrato | Nome                                      | Início de Governo      | Fim de Governo                  | Partido                                                                              | Eleição        | Monarca           |
| ------- | ----------------------------------------- | ---------------------- | ------------------------------- | ------------------------------------------------------------------------------------ | -------------- | ----------------- |
|         | Sekhonyana Nehemia Maseribane (1918-1986) | 8 de maio de 1965      | 7 de julho de 1965              | Partido Nacional Basoto                                                              | 1965           | Rei Moshoeshoe II |
|         | Leabua Jonathan (1914-1987)               | 7 de julho de 1965     | 20 de janeiro de 1986 (Deposto) | Partido Nacional Basoto                                                              | 1970 1985      | Rei Moshoeshoe II |
|         | Justin Lekhanya (1938-2021)               | 24 de janeiro de 1986  | 2 de maio de 1991 (Deposto)     | Sem Partido (Militar)                                                                | —              | Rei Moshoeshoe II |
|         | Elias Phisoana Ramaema (1933-2015)        | 2 de maio de 1991      | 2 de abril de 1993              | Sem Partido (Militar)                                                                | —              | Rei Moshoeshoe II |
|         | Ntsu Mokhehle (1918-1999)                 | 2 de abril de 1994     | 17 de agosto de 1994 (Deposto)  | Partido do Congresso Basoto                                                          | 1993           | Rei Moshoeshoe II |
|         | Hae Phoofolo (n.1947)                     | 17 de agosto de 1994   | 14 de setembro de 1994          | Sem Partido                                                                          | —              | Rei Moshoeshoe II |
|         | Ntsu Mokhehle (1918-1999)                 | 14 de setembro de 1994 | 29 de maio de 1998              | Partido do Congresso Basoto (1994-1997) Congresso para Democracia Lesoto (1997-1998) | —              | Rei Letsie III    |
|         | Pakalitha Mosisili (n.1945)               | 29 de maio de 1998     | 8 de junho de 2012              | Congresso para Democracia Lesoto (1998-2011) Congresso Democrático (2011-2012)       | 1998 2002 2007 | Rei Letsie III    |
|         | Tom Thabane (n.1939)                      | 8 de junho de 2012     | 17 de março de 2015             | Convenção de Todos os Basotos                                                        | 2012           | Rei Letsie III    |
|         | Pakalitha Mosisili (n.1945)               | 17 de março de 2015    | 16 de junho de 2017             | Congresso Democrático                                                                | 2015           | Rei Letsie III    |
|         | Tom Thabane (n.1939)                      | 16 de junho de 2017    | 19 de maio de 2020              | Convenção de Todos os Basotos                                                        | 2017           | Rei Letsie III    |
|         | Moeketsi Majoro (n.1961)                  | 19 de maio de 2020     | 28 de outubro de 2022           | Convenção de Todos os Basotos                                                        | —              | Rei Letsie III    |
|         | Sam Matekane (n.1958)                     | 28 de outubro de 2022  | Presente                        | Revolução para a Prosperidade                                                        | 2022           | Rei Letsie III    |